# Binkoštništvo
Bínkoštništvo je protestantsko gibanje. Spada med evangeljske Cerkve, za razliko od druge glavne veje, evangeličanskih cerkva, ki združuje bolj formalne reformirane cerkve luteranske in sorodnih veroizpovedi. Binkoštništvo daje poudarek na neposredno osebno izkušnjo Boga po Svetem Duhu in obstaja po vsem svetu, vendar pa je največje v Latinski Ameriki. Binkoštniki vidijo svoje korenine v sorodnih krščanskih tokovih, evangelijskih karizmatičnih gibanjih od 2. stoletja do sedanjosti. Sedanje binkoštne cerkve so se razmahnile zlasti v 20. stoletju, tako, da se med binkoštnike danes uvršča (po različnih ocenah) od 100 do 450 milijonov vernikov ali do 25 % vseh kristjanov. Veliko binkoštnikov je v Latinski Ameriki, ZDA in v nekaterih Azijskih deželah. V Južni Koreji deluje največja binkoštna verska skupnost z okoli 800.000 člani. V Sloveniji deluje Binkoštna cerkev v Republiki Sloveniji.
Poimenovanje izhaja iz imena za krščanski praznik binkošti (starogrško πεντηκοστή (ἡμέρα), pentekostē (ēmera), »petdeseti (dan)«). Praznik se obhaja na 50. dan po Veliki noči v spomin na svetopisemski dogodek, ko naj bi se na petdeseti dan po Kristusovem vstajenju in v skladu z njegovo napovedjo na učence izlil Sveti Duh, s tem pa naj bi bila ustanovljena Jezusova cerkev. Na ta dan so nekateri učenci izpričali čudežni pojav govorjenje v neznanih tujih jezikih (glosolalija), kar je pogosto znamenje posebnega daru pri binkoštnikih kot tudi v sodobnih karizmatskih ločinah.
Binkoštne in sorodne reformne cerkve sebe opredeljujejo kot evangelijske cerkve, za razliko od evangeličanskih cerkva, ki pripadajo bolj formalni veji protestantizma, kamor sodijo tudi državne vere v Združenem kraljestvu, na Nizozemskem in v Skandinaviji.
Najbolj sorodna so binkoštništvu številna karizmatska gibanja, ki so se pojavljala v vsej zgodovini krščanstva. Binkoštniki vidijo sorodnosti, kljub znatnim razlikam v teologiji, na primer z bogomili, katari, albižani ter husiti in prekrščevalci.. Obstoj ljudskih verskih gibanj ob bolj formalnih veroizpovedi je izpričan tudi za obdobje Reformacije. Na Slovenskem so bili takrat zelo dejavni prekrščevalci, ki naj bi jih bilo v Trubarjevih časih več kot luterancev
Skupno tem gibanjem je stremljenje k prenovi duha cerkve, ki je nasproten formalizmu, tradicionalizmu in teološki racionalizmu uveljavljenih, pogosto oblastniških cerkva. Z vračanjem k besedi Svetega pisma in verskim izkustvom tistih, ki jim pripisujejo poseben dar zamaknjenosti, se v teh obnovitvenih valovih verniki skušajo približati apostolskemu času, z živahnimi bogoslužji, ki naj bi bila navdihnjena s Svetim Duhom, kot v apostolskih časih na »petdeseti dan« - Binkošti.
Binkoštniki verujejo v potrjevanje vere z božanskimi znamenji in čudeži, med drugim pogosto z glosolalijo, »govorjenjem v tujih jezikih«.

### Binkoštni kristjani v številkah
| Verstva L. 2005                | Število prebivalstva | Svetovni delež %   | Rast pripadnikov %                    |
| ------------------------------ | -------------------- | ------------------ | ------------------------------------- |
| Rimokatoličani                 | 1,15 milijarde       | 17,4 %             | 1,7 % -1,2 % v ZDA in EU              |
| Binkoštniki reformirane cerkve | 550 milijonov        | 9,5 %              | 2,4 % najbolj rastoča veja kristjanov |
| Kristjani (skupaj)             | 2,14 milijarde       | 31,4 % 34,3 % 2050 | 1,3 % 2010 +1,3 % 2050                |
| Islam                          | 1,31 milijarde       | 19,2 % 25 % 2050   | 1,9 % 2010 +5,4 % 2050                |
| Judje                          | 13 milijonov         | 0,2 %              | -0,6 %                                |
| Hinduizem                      | 810 miljonov         | 13,4 % 13,2 % 2050 | 1,7 % 2010 -0,2 % 2050                |
| Budizem                        | 360 miljonov         | 5,9 % 4,8 % 2050   | 1,1 % 2010 -1,1 % 2050                |

Leta 1900 so Binkoštni karizmatiki šteli 980 tisoč pripadnikov, l. 2010 pa 612 milijonov. Največjo rast binkoštniki merijo v Južni Koreji (l. 2010 800 tisoč pripadnikov) in na Kitajskem (po nekaterih meritvah l. 2010 2,5 milijona). Priče smo torej najhitrejši rasti števila kristjanov v vsej dvatisočletni zgodovini krščanstva.  Kristjani se po nauku iz Nove zaveze držijo Jezusovih besed: Pojdite torej in naredite vse narode za moje učence: krščujte jih v ime Očeta in Sina in Svetega Duha. (Mt 28,19)
Iz preglednice so razvidni tudi trendi večjih svetovnih verstev. Hinduizem in budizem bosta po nekaterih projekcijah v sredini 21. stoletja začela močno zaostajati. Najbolj se bosta krepila krščanstvo in islam. V krščanstvu je opazen porast protestantske veje – karizmatičnih binkoštnikov, še posebej je zaznati njihovo povečano navzočnost na Kitajskem, eno največjih rasti pa beležijo v Južni Koreji. V ZDA in EU je zaznati 1,2% upad katolištva, ki pa je zato toliko bolj dejavno v Afriki in južni Ameriki. Že sedaj pa je absolutna številka muslimanov za 200 milijonov večja od pripadnikov največje krščanske cerkve. Po trendu, razvidnem iz preglednice, bo islam lahko v bližnji prihodnosti verska skupnost z največjim številom pripadnikov na zemeljski obli po absolutnem številu in po projekcijah z najvišjo rastjo leta 2050.